# Шах Абдул Латиф
Шах Абдул Латиф Бхитай (хинди शाह अब्दुल लतीफ़; 18 ноября 1689, с. Сай-Кандар,  Империя Великих Моголов — 1 января 1752, Бхит, округ Матияри (ныне Пакистан)) — индо-пакистанский поэт на языке синдхи, музыкант, суфийский учёный, мистик. Реформатор синдхского стиха. Почитается святым.

## Биография

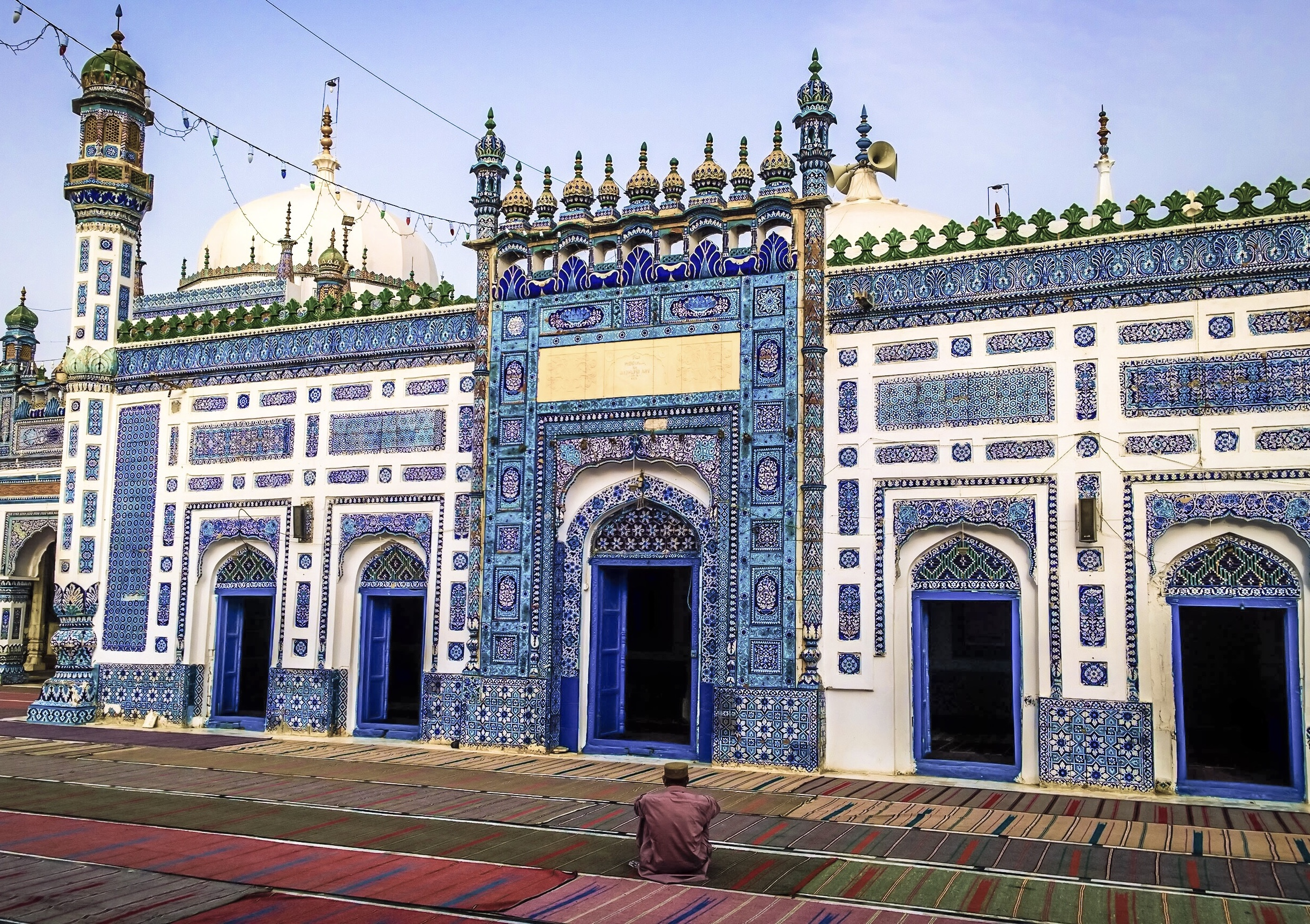
Мавзолей Шаха Абдула Латифа Бхитая в Бхите (округ Матияри)

Происходил из знатной культурной семьи, переселившейся в Индию из Герата во время походов Тамерлана на Индию (конец XIV века). Получил классическое для мусульманина образование: знал Коран, хадисы, владел персидским и арабским языками. Под влиянием своего деда, известного поэта Шаха Абдул Карима начал сочинять первые стихи. В поэзии также был учеником поэта Нур Мухаммада Бхата.
В молодые годы несколько лет провёл в странствиях по Синду, который тогда входил в государство Великих Моголов. Сблизился с суфиями тариката кадирия.
Шах Абдул Латиф больше всего интересовался религиозными вопросами, проблемам совершенствования человека, сохранением его духовности. Шах Абдул Латиф не делал различия между последователями разных религий, сект и мистических школ, в его произведениях гармонично слилось всё лучшее, что содержалось в этих учениях: любовь к человеку, прославление его внесословной ценности, стремление возвысить родной язык. Поэт путешествовал по отдаленным регионам Синда, наблюдая за людьми и их отношением к своей земле, культуре, музыке, искусству и ремеслам. Он описал Синд и его народ в народных сказках, выражая идеи о всеобщем братстве человечества, патриотизме, борьбе с несправедливостью и тиранией. Он изучал душу человека и пел о красоте человеческого существования. Будучи музыкантом, Шах Латиф сочинил пятнадцать свар (мелодий), каждая строчка его стихов поётся на определённую свару. Любители его поэзии исполняют стихи Шах Латифа, сопровождая их его сварами.
В 1713 году женится на представительнице влиятельного рода Синда. Со временем мирную жизнь всё чаще нарушали войны, вторжения захватчиков в ослабленную Могольскую империи. Жена Абдула Латифа рано умерла, после чего поэт больше не женился. Опасаясь, что его поэзия пропадёт после его смерти, Абдул Латиф бросил все свои сочинения в озеро Киран. В этих обстоятельствах Шах Абдул решил удалиться от общественной жизни, выбрав для поселения отдалённое место. Сюда он перевёз семью и учеников.
Ранние биографы Шаха Абдул Латифа утверждали, что он был почти неграмотным, однако анализ его произведений показывает, что он неплохо знал хинди, арабский и персидский языки, правила санскритского стихосложения и персидского аруза.
Большинство сочинений поэта представляет собою или поэтическую обработку народных романтических сказаний (дас-танов), или народных песен. Излюбленные стихотворные формы Шаха — ваи (кафи) и дохи (двустишие), из которых составляются сюжетные поэмы.
Творчество Шаха изучено ещё недостаточно, хотя в последние годы появились значительные исследования его наследия на языке синдхи, урду, английском языке.
Основное произведение — «Книга Шаха», основные части которой представляют собой обработку популярных народных дастанов и песен.
После его смерти в 1752 году для Шаха Абдул Латифа был построен мавзолей в Бхите (округ Матияри), на месте, где он был похоронен. Копия поэтических произведений Абдула Латифа, сделанная его слугой по памяти, также хранится здесь.